# Pablo Carbonell
Pablo Carbonell Sánchez-Gijón (Cádiz, 28 de julio de 1962) es un cantante, humorista y actor español.

## Biografía
Nació en Cádiz el 28 de julio de 1962. A principios de los años 1980 formó un dúo junto con Pedro Reyes en Huelva, donde residía desde los catorce años. Participó en el programa de televisión La bola de cristal, de TVE.
Posteriormente, en 1984 formó el grupo de música Los Toreros Muertos (con el gallego Many Moure y el argentino Guillermo Piccolini) hasta el año 1992, con canciones tan conocidas como Mi agüita amarilla.
Después de esta época comienza a colaborar con El Gran Wyoming en programas de televisión como La noche se mueve, El peor programa de la semana o el popular Caiga quien caiga, en el que hacía de reportero callejero realizando preguntas a políticos y famosos. También compaginó estas tareas con otras como actor en distintas películas del cine español.
También fue el director de la película de 2004 Atún y chocolate. El filme consiguió una nominación en los Premios Goya para el propio Pablo Carbonell en la categoría de actor novel. Pablo consiguió el premio a Mejor Actor en el Festival de Málaga por esta película.
Sobrescribió junto a Eva Salmerón la novela Sinsáhara, editada en inicio por Microscopia del papel y actualmente disponible en la colección Punto de lectura (Editorial Santillana).
Participó como reportero en el programa de la cadena Cuatro: 1 equipo y como reportero de investigación humorístico en el programa Buenafuente, en su etapa de Antena 3.
Ha colaborado como jurado en el talent show Tú sí que vales y en 2008 se incorporó a la 16ª temporada de la serie Hospital Central. Asimismo, desde septiembre de 2008 y hasta enero de 2009, condujo el espacio El intermedio, en La Sexta, la noche de los viernes.
Es socio fundador de la discográfica 18 Chulos Records, que actualmente es la discográfica y agencia de eventos 18Chulos Records&Events,junto con los artistas Javier Krahe, El Gran Wyoming, Pepín Tre, Faemino y Santiago Segura. Interpreta tres de los 18 boleros chulos que editaron en 2003.
En 2013 fue concursante de Splash! Famosos al agua, de Antena 3, en el que entró como reserva y donde solo duró un programa, puesto que fue eliminado por el salto tan simple que ejecutó desde el trampolín. Al año siguiente, en 2014, fue invitado junto con su hija Mafalda al programa de Antena 3 Tu cara me suena mini, donde cantaron la canción de Hombres G "Marta tiene un marcapasos".
Entre 2015 y 2016 interpreta a Odiseo en la tercera temporada de Gym Tony en Cuatro, un peculiar y misterioso obrero municipal que trabaja en una zanja junto al gimnasio. En 2016 consigue ser pregonero del Carnaval de Cádiz, su tierra natal.
En 2019 presentó su primera novela "Pepita", editada por Destino.
Desde enero de 2020 presenta el programa de televisión de La 2 de TVE Sánchez y Carbonell, junto a Elena S. Sánchez.
Casado en dos ocasiones, de su segundo matrimonio con María Arellano tuvo a Mafalda, una niña que es un ejemplo de superación. Al nacer le diagnosticaron artrogriposis múltiple congénita y tuvo que ser operada hasta siete veces. De pensar en que no podría andar a moverse con naturalidad delante de la cámara. Desde pequeña estuvo en clases de baile y de flamenco. Ha participado en varias películas como actriz y en televisión con Tu cara me suena mini. En la película Vivir dos veces de María Ripoll, tiene un papel protagonista.
Es sobrino del profesor, historiador y traductor Ángel Sánchez-Gijón y primo hermano de la actriz Aitana Sánchez-Gijón.

## Discografía

### Toreros Muertos
- 30 años de éxitos (1986).
- Por Biafra (1987).
- Mundo Caracol (1989).
- Toreros muertos: cantan en español (1992).
- Los Toreros Muertos (Antología) (2007).
- Toreros muertos: en vivo (2015).
- Colegio público Javier Krahe (2020).

### En solitario
- Aceitunas y Estrellas (2000).
- Rock and roll alimaña (2004).
- Atún y chocolate OST (BSO, 2004).
- Canciones de cerca (2012).

### Con otros artistas
- Es el autor de la canción "Ay que gustito pa mis orejas frías" del disco Gerundina (1995) de Raimundo Amador.
- 18 Boleros chulos (2003): El huerfanito, Yo te diré y Permítame.
- Y todo es vanidad: Homenaje a Javier Krahe (2004): Si lo llegó a saber.
- "El Kalimotxo de Mamá" (2007) de Kukuxumusu.[4]

## Interpretación

### Cine
| Año  | Película                                   | Personaje             | Director                         | Género            | Duración |
| ---- | ------------------------------------------ | --------------------- | -------------------------------- | ----------------- | -------- |
| 1987 | Los invitados                              | Tony McKenzie         | Víctor Barrera                   | Drama             | 1h 35m   |
| 1989 | Loco veneno                                | Bernardo              | Miguel Hermoso                   | Comedia           | 1h 35m   |
| 1992 | Hora final (cortometraje)                  |                       | Julio del Álamo                  | Comedia           | 23m      |
| 1994 | Un momento, un momento...                  |                       | Julio César Fernández            | Comedia           | 13m      |
| 1997 | Dos por dos                                | Lucas                 | Eduardo Mencos                   | Comedia           | 1h 50m   |
| 1998 | Una pareja perfecta                        | Presentador TV        | Francesc Betriú                  | Comedia           | 1h 30m   |
| 1998 | Mátame mucho                               | Manolo                | José Ángel Bohollo               | Comedia           | 1h 38m   |
| 2000 | Obra maestra                               | Carlos Suárez Perales | David Trueba                     | Comedia           | 1h 55m   |
| 2001 | Torrente 2: Misión en Marbella             | Agente del FBI        | Santiago Segura                  | Comedia           | 1h 34m   |
| 2003 | Lo mejor que le puede pasar a un cruasán   | Pablo Miralles        | Paco Mir                         | Comedia           | 1h 43m   |
| 2003 | El furgón                                  | Santos                | Benito Rabal                     | Comedia           | 1h 33m   |
| 2004 | Atún y chocolate                           | Manuel                | Pablo Carbonell                  | Comedia           | 1h 40m   |
| 2004 | Franky Banderas                            | Manzanillo            | José Luis García Sánchez         | Comedia           | 1h 32m   |
| 2005 | Pablo G. del Amo, un montador de ilusiones | Carolo Suárez Perales | Diego Galán                      | Documental        | 1h 03m   |
| 2005 | Esta no es la vida de Javier Krahe         | Pablo Carbonel        | Ana Murugarren, Joaquín Trincado | Documental        | 1h 25m   |
| 2006 | Tocata y fuga (cortometraje)               |                       | Álex O'Dogherty                  | Comedia           | 20m      |
| 2006 | Un difunto, seis mujeres y un taller       | Jacobo                | Antonio Cuadri                   | Comedia           | 1h 30m   |
| 2007 | La crisis carnívora                        | Perros/Carnero (voz)  | Pedro Rivero                     | Animación         | 1h 20m   |
| 2007 | Atasco en la nacional                      | Manuel                | Josetxo San Mateo                | Comedia           | 1h 35m   |
| 2007 | Ángeles S.A.                               | Carlos                | Eduard Bosch                     | Comedia           | 1h 37m   |
| 2010 | Campamento Flipy                           | Don Carcajón          | Rafa Parbus                      | Comedia           | 1h 21m   |
| 2016 | De púrpura y escarlata                     |                       | Juanra Fernández                 | Thriller          |          |
| 2016 | Orgullo nacional (cortometraje)            | Federico              | Víctor Ruiz Junquera             | Comedia           | 10m      |
| 2017 | Paella Today                               | Presentador concurso  | César Sabater                    | Comedia           | 1h 24m   |
| 2018 | Miamor perdido                             | Danny                 | Emilio Martínez-Lázaro           | Comedia romántica | 1h 43m   |
| 2019 | Lo nunca visto                             | Serrano               | Marina Seresesky                 | Comedia           | 1h 33m   |
| 2019 | La sonrisa de Krahe (cortometraje)         | Pablo Carbonel        | Xavi Fortino                     | Documental        | 8m       |
| 2019 | Los Lunnis y el libro mágico               | Merlín                | Juan Pablo Buscarini             | Animación         | 1h 23m   |
| 2022 | Todos lo hacen                             | Manuel                | Hugo Martín Cuervo               | Drama             | 99m      |

### Teatro
- La curva de la felicidad (2009) como Quino.
- Venecia bajo la nieve (2011) en el papel de Ramón.
- Sin paga, nadie paga (2012) como Juan.

### Series
- Aventura, Aventura (1990-1991).
- El peor programa de la semana (La 2, 1994).
- El inquilino (Antena 3, 2004).
- 1 Equipo (Cuatro, 2005-2006).
- Hospital Central (Telecinco, 2008-2012) como David Gimeno.
- Gym Tony (Cuatro, 2015-2016), como Odiseo Gallardón.
- La que se avecina (Telecinco, 2017), como Nicolás Monzón.

## Presentador y colaborador

### Programas
- La bola de cristal (La 1, 1984-1988).
- Caiga quien caiga (Telecinco, 1996-2002).
- La azotea de Wyoming (La 1, 2005).
- El intermedio (La Sexta, 2008).
- Splash! Famosos al agua (Antena 3, 2013), como participante, eliminado en la 4ª Gala.
- Samanta y... (Cuatro, 2017), como invitado.
- MasterChef (La 1, 2017), como invitado.
- Especial World Pride ¡qué orgullo! (Telemadrid, 2017), como presentador.
- Siete pecados capitales (Telemadrid, 2017), como presentador.
- Ven a cenar conmigo: Gourmet edition (Cuatro, 2019), como participante.
- Deluxe (Telecinco, 2020), como invitado.
- Sánchez y Carbonell (La 2, 2020), como presentador.
- Deluxe (Telecinco, 2021), como invitado.
- Desnudos por la vida (Telecinco, 2023), como participante.

## Libros
- El mundo de la tarántula, memorias, 2016[5]

- Pepita (2019)[6]

- El nombre de los tontos está escrito en todas partes (2021)